# James Flynn
James Robert Flynn (Washington D. C., 28 de abril de 1934 - Dunedin, 11 de diciembre de 2020) fue un escritor e investigador de la inteligencia humana neozelandés-estadounidense. 
Fue famoso por sus publicaciones sobre el continuo aumento año tras año de los puntajes del Cociente intelectual en todo el mundo, aspecto que ahora se conoce como el Efecto Flynn. Dicho efecto es el tema de una monografía de varios autores publicada por la Asociación Estadounidense de Psicología en 1998. Además de su trabajo académico, defendió la política socialdemócrata a lo largo de su vida. 

## Primeros años
Originario de Washington D. C. y educado en la Universidad de Chicago, Flynn emigró a Nueva Zelanda en 1963, donde enseñó estudios políticos en la Universidad de Otago en Dunedin, logrando finalmente el puesto de profesor emérito.

## Carrera académica
Flynn escribió una variedad de libros. Sus intereses de investigación incluyeron ideales humanos y el debate ideológico, clásicos de la filosofía política, así como tópicos relativos a la raza, clase y coeficiente intelectual. Sus libros combinan la filosofía política y moral con la psicología para examinar problemas como la justificación de los ideales humanos y si tiene sentido clasificar las razas y clases por mérito. Fue miembro del consejo editorial de Intelligence y del consejo editorial consultivo internacional honorario de Mens Sana Monographs.
Flynn definió la inteligencia como independiente de la cultura, enfatizando que el estilo de pensamiento requerido para lidiar con problemas de supervivencia en un desierto (mapeo, rastreo, etcétera) es diferente del requerido para desempeñarse bien en el Occidente moderno (rendimiento académico, etcétera), pero que sin duda ambos requieren inteligencia.

En 1987, Arthur Jensen elogió la crítica de Flynn al propio trabajo de Jensen en un capítulo que resume un libro académico sobre la investigación de Jensen sobre la inteligencia humana.
De vez en cuando, colegas, estudiantes y periodistas me preguntan: ¿quiénes, en mi opinión, son los críticos más respetables de mi posición sobre la cuestión del coeficiente intelectual racial? El nombre James R. Flynn es, con mucho, el primero que me viene a la mente. Su libro, Race, IQ y Jensen (1980), es una contribución distinguida a la literatura sobre este tema y, entre las críticas que he visto de mi posición, es virtualmente único en su clase por su objetividad, minuciosidad e integridad académica...
Un artículo de 1999 publicado en American Psychologist resume gran parte de su investigación. Sobre la supuesta inferioridad genética de los negros en las pruebas de coeficiente intelectual, expone el argumento y la evidencia de tal creencia y luego cuestiona cada punto. Él interpreta la evidencia directa -cuando los negros se crían en entornos menos desventajosos- como una sugerencia de que los factores ambientales explican las diferencias genéticas. Y, sin embargo, argumenta que la explicación ambiental ganó fuerza después del descubrimiento de que los puntajes de CI estaban aumentando con el tiempo. Las diferencias de coeficiente intelectual intergeneracionales entre los blancos y entre las naciones eran más grandes que la brecha de coeficiente intelectual entre negros y blancos y no podían explicarse por factores genéticos, que, en todo caso, deberían haber reducido el coeficiente intelectual, según los académicos a los que hace referencia. Él postula que la brecha de puntaje de CI entre negros y blancos puede explicarse completamente por factores ambientales si "el ambiente promedio para los negros en 1995 coincide con la calidad del ambiente promedio para los blancos en 1945".
El libro de Flynn de 2007 ¿Qué es la inteligencia? impresionó a Charles Murray, coautor del libro The Bell Curve, quien escribió en una declaración publicada en la contraportada del libro: "Este libro es una mina de oro de sugerencias para trabajos interesantes, muchos de los cuales eran nuevos para mí. Todos los que luchamos con las cuestiones extraordinariamente difíciles sobre inteligencia que Flynn analiza estamos en deuda con él".
Flynn creía en la igualdad racial. Abogó por un debate científico abierto sobre las controvertidas afirmaciones de las ciencias sociales y fue crítico con la supresión de la investigación sobre la raza y la inteligencia. Instó a quienes creen en la igualdad racial a utilizar pruebas sólidas para promover esas creencias. Flynn no creía que existieran diferencias genéticas en la inteligencia entre las razas; argumentaba que la inteligencia está influenciada por factores ambientales que se correlacionan con el estatus socioeconómico.
El libro de Flynn de 2010, The Torchlight List, propone que una persona puede aprender más leyendo grandes obras de literatura que yendo a la universidad. En 2019, Emerald Insight revocó su decisión de publicar el próximo libro de Flynn, In Defense of Free Speech. Su carta a Flynn citó preocupaciones de que el libro podría violar las leyes de incitación al odio en el Reino Unido.
Flynn se describió a sí mismo como "ateo, científico realista, socialdemócrata".

## Efecto Flynn
El "efecto Flynn" es el aumento sustancial y sostenido de las puntuaciones de las pruebas de inteligencia medidas en muchas partes del mundo. Cuando las pruebas de coeficiente intelectual (CI) se estandarizan inicialmente utilizando una muestra de examinados, por convención, el promedio de los resultados de la prueba se establece en 100 y su desviación estándar se establece en 15 puntos de CI. Cuando se revisan las pruebas de coeficiente intelectual, se vuelven a estandarizar utilizando una nueva muestra de examinados, generalmente nacidos más recientemente que el primero. Nuevamente, el resultado promedio se establece en 100. Sin embargo, cuando los nuevos sujetos de prueba toman las pruebas más antiguas, en casi todos los casos sus puntuaciones promedio están significativamente por encima de 100.
Los aumentos en la puntuación de las pruebas han sido continuos y aproximadamente lineales desde los primeros años de pruebas hasta el presente. Para la prueba de matrices progresivas de Raven, los sujetos nacidos durante un período de 100 años se compararon en Des Moines, Iowa, y por separado en Dumfries, Escocia. Las mejoras fueron notablemente consistentes durante todo el período en ambos países. Este efecto de un aparente aumento del coeficiente intelectual también se ha observado en varias otras partes del mundo, aunque las tasas de aumento varían.
Existen numerosas explicaciones propuestas del efecto Flynn, así como cierto escepticismo sobre sus implicaciones. Se han reportado mejoras similares para otras cogniciones como la memoria semántica y episódica. Investigaciones recientes sugieren que el efecto Flynn puede haber terminado en al menos unas pocas naciones desarrolladas, posiblemente permitiendo que las diferencias nacionales en los puntajes de CI disminuyan si el efecto Flynn continúa en naciones con CI nacionales promedio más bajos.
El propio Flynn, con su colega William Dickens, ha sugerido un modelo explicativo que apunta a una causalidad bidireccional entre el CI y el entorno: un entorno cognitivamente desafiante aumenta el CI de un individuo, mientras que, además, un CI individual más alto hace que sea más probable que un el individuo se auto-seleccionará o será clasificado en entornos más desafiantes cognitivamente.

## Actividades políticas
En 1967, Flynn se desempeñó como presidente del Congreso de Igualdad Racial (CORE), una organización de derechos civiles en el sur de Estados Unidos. Flynn afirmaba que a principios de la década de 1960 en Estados Unidos, fue constantemente despedido por su política socialdemócrata, lo que provocó su emigración.
Hizo campaña apasionadamente por causas de izquierda y se convirtió en un miembro iniciador tanto del Partido NewLabour como de la Alianza. También asesoró al primer ministro laborista Norman Kirk sobre política exterior. Se presentó como candidato parlamentario en las elecciones generales en varias ocasiones, por ejemplo en el electorado de Dunedin North en las elecciones de 1993 y 1996 en la lista de la Alianza y más recientemente, en 2005, nuevamente como candidato de la lista de la Alianza. En 2008 actuó como portavoz de la Alianza para finanzas e impuestos.

## Vida privada
Víctor, el hijo de Flynn, es profesor de matemáticas en el New College de Oxford. Falleció en Yvette Williams Retirement Village en Dunedin el 11 de diciembre de 2020 a los ochenta y seis años.